# Točník (hrad)
Točník je zřícenina hradu nad stejnojmennou vesnicí v okrese Beroun ve Středočeském kraji. Nachází se na Zámeckém vrchu asi 1,5 kilometru severně od města Žebrák v okrese Beroun.  Hrad je chráněn jako kulturní památka a spolu se zříceninou Žebráku jako národní kulturní památka.
Točník založil král Václav IV. na konci čtrnáctého století. Od husitských válek, kdy v roce 1425 úspěšně odolal krátkému obléhání, byl hrad po většinu doby v držení zástavních majitelů, ke kterým patřili Kolovratové, páni z Gutštejna nebo Vartenberkové, kteří jej upravili v pozdně gotickém slohu. Další úpravy, už v renesančním duchu, provedli Lobkovicové. Za nich byl hrad ještě nejnutněji udržován, ale postupně začal chátrat. Zpustnutí uspíšila třicetiletá válka a během sedmnáctého století byl hrad definitivně opuštěn a postupně se změnil ve zříceninu.
Mezi českými hrady Točník patří k objektům, které dosáhly kvalitativní hranice přeměny hradu na zámek. Jeho dominantou jsou dva částečně dochované paláce, z nichž ve větším býval druhý největší hradní sál v Čechách. Menší královský palác stojí nezvykle na nejvíce ohrožené straně hradu a kromě kvalitních architektonických detailů je výjimečný množstvím východů, které umožňovaly snadné opuštění paláce i hradu.
Hrad je veřejnosti přístupný v návštěvních hodinách. Hradní příkop slouží jako medvědárium, v němž jsou chováni medvědi brtníci Martin a Agáta, kteří se narodili 13. ledna 2013 v Žatci a účinkovali v seriálu Méďové na cestách. Každoročně se na hradě koná akce Ve znamení kalicha.

## Historie
Archeologický výzkum z roku 1999 doložil na vrcholu Zámeckého vrchu existenci osídlení v době halštatské. Je pravděpodobné, že zde stávalo hradiště, ale jeho případné opevnění nelze bez dalšího výzkumu odlišit od valů středověkého hradu.

### Václav IV.
Hrad Točník založil v poslední čtvrtině čtrnáctého století král Václav IV. Motiv ke stavbě je spojován s požárem staršího Žebráku v roce 1395, ale podle Františka Záruby stavba začala už v osmdesátých letech. Přesné datum jejího zahájení tedy není známé, ale roku 1398 už král na hradě pobýval. Během roku 1400 stále probíhaly opevňovací práce a následujícího roku král na Točníku vydal první listinu s privilegii pro České Budějovice.

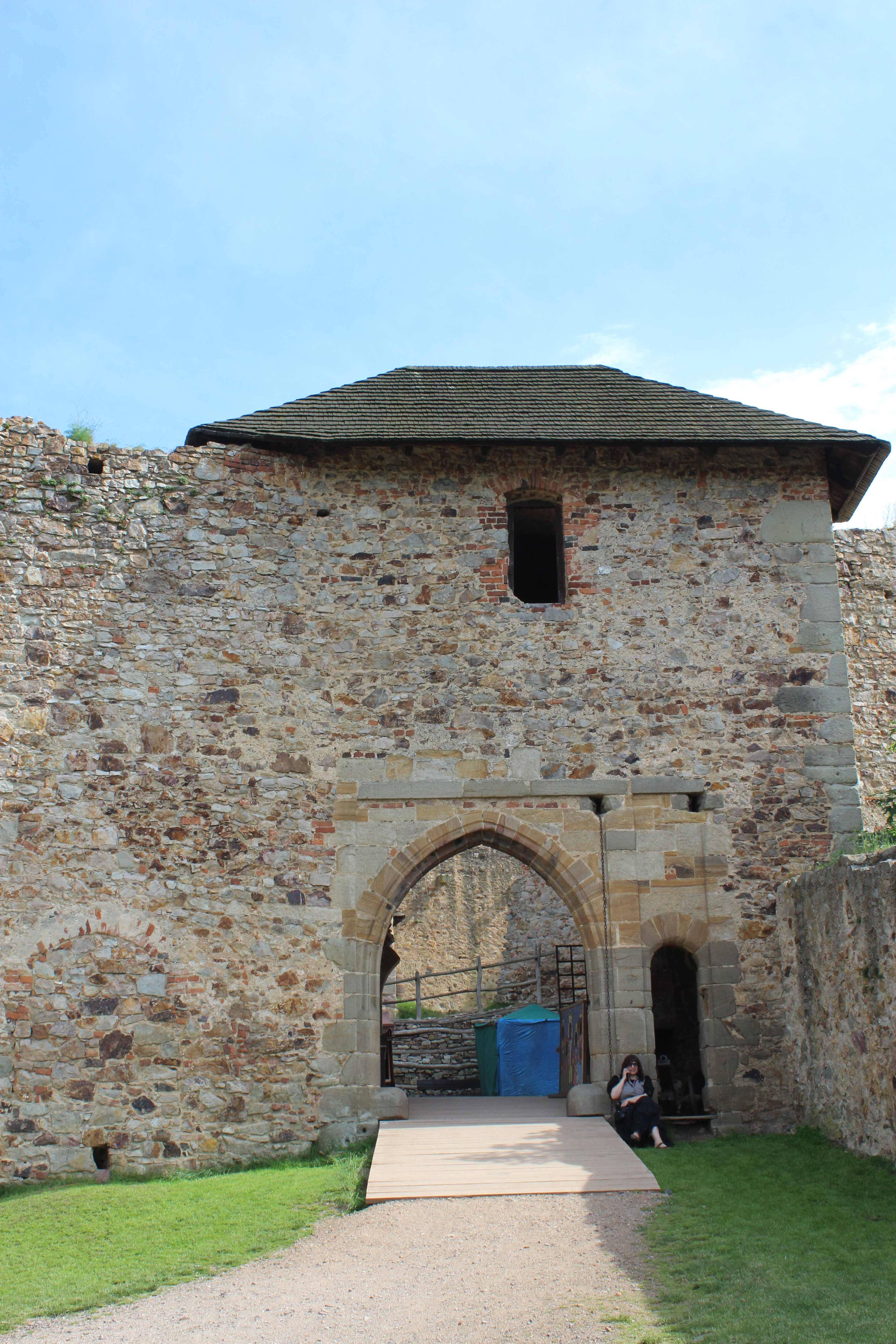
Brána druhého nádvoří

Podle Dobroslavy Menclové Václav IV. hrad budoval jako odlehlý a bezpečný útulek v kritickém období své vlády, kde by se mohl věnovat hostinám a lovům v okolních lesích. Tomáš Durdík však Točník charakterizoval jako objekt, který spolu s Krakovcem dosáhl kvalitativní hranice mezi hradem a zámkem, u kterého byly obranné složky výrazně potlačeny. Projevilo se to umístěním paláce na snadno ohrozitelné čelní straně hradu nebo ponecháním vodního zdroje mimo hrad. Jediným moderním obranným prvkem bylo vybudování prvního nádvoří, ve kterém se přístupová cesta prudce stáčela a které předznamenalo pozdější barbakany.
V roce 1400 patřil Točník spolu se Žebrákem, Karlštejnem a Křivoklátem ke hradům, které měl Václav IV. předat svému bratru Zikmundovi, což panovník odmítl. Po králově zajetí Zikmund hrady obsadil, ale markrabě Prokop dojednal, aby Zikmund vrátil alespoň Točník a Žebrák.
Václav IV. roku 1405 k Točníku připojil vesnici Bzovou, jejíž obyvatelé měli na hradě držet strážní službu, donášet vodu a dřevo do hradní kuchyně a jedné světnice a čistit nádvoří. Za to jim náleželo pohoštění, právo sběru suchého dřeva v lesích a především osvobození od všech platů. Prvním purkrabím na Točníku se stal vladyka Bohuše z Drahkova, který roku 1404 od krále dostal platy z řady klášterů a měst ve výši 800 kop grošů. V roce 1412 dostal navíc třináct lánů polí u Hostomic. Úřad zastával ještě o čtyři roky později.
Ačkoliv se král jakýmkoliv politickým činnostem na Točníku vyhýbal, v roce 1409 na hradě proběhlo jednání mezi českou a německou částí pražské univerzity před volbou nového rektora. Roku 1412 na hradě proběhla schůzka Jana Husa a Štěpána z Pálče, kteří zde marně projednávali svůj spor o papežské odpustky. Podle Miloslava Bělohlávka však setkání Jana Husa proběhlo na Žebráku.

### Kolovratové

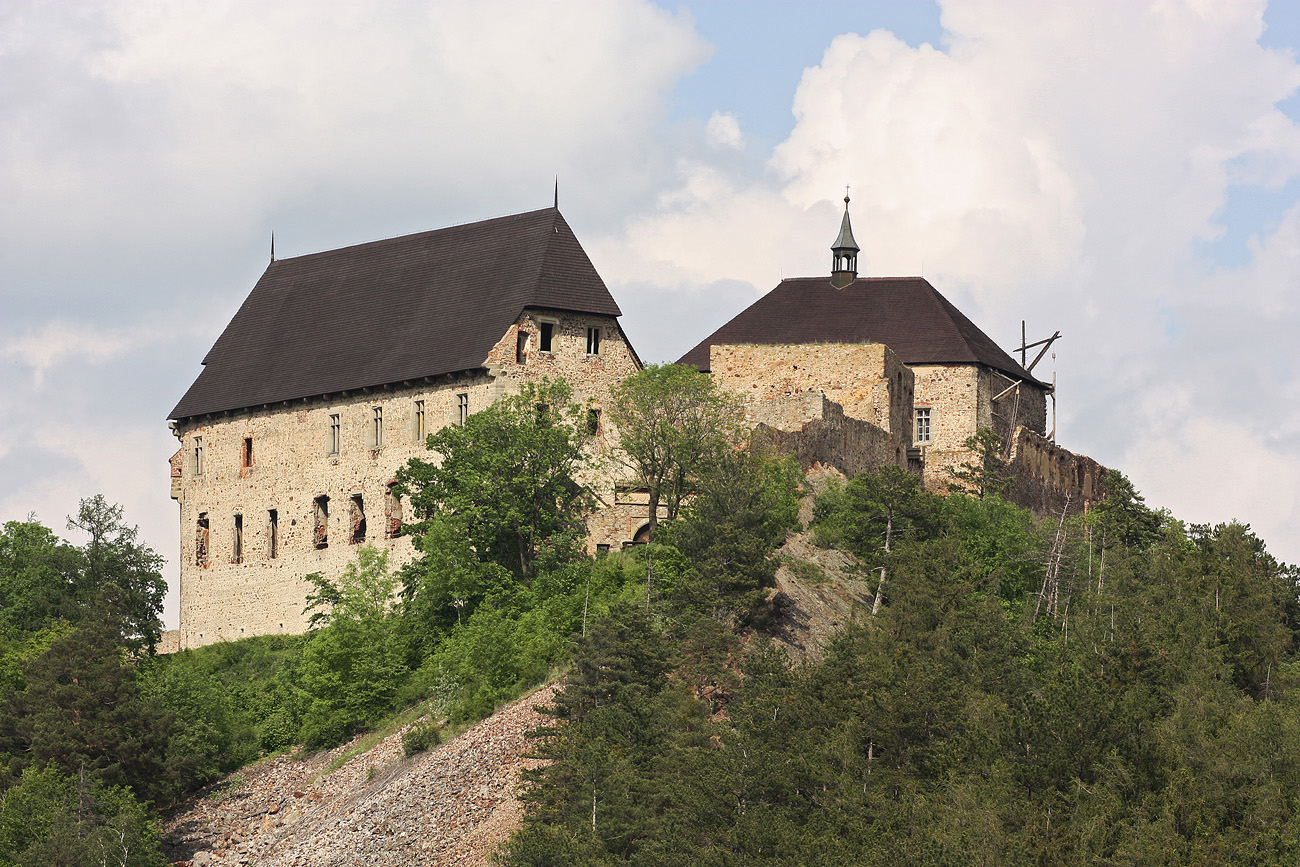
Točník od jihozápadu

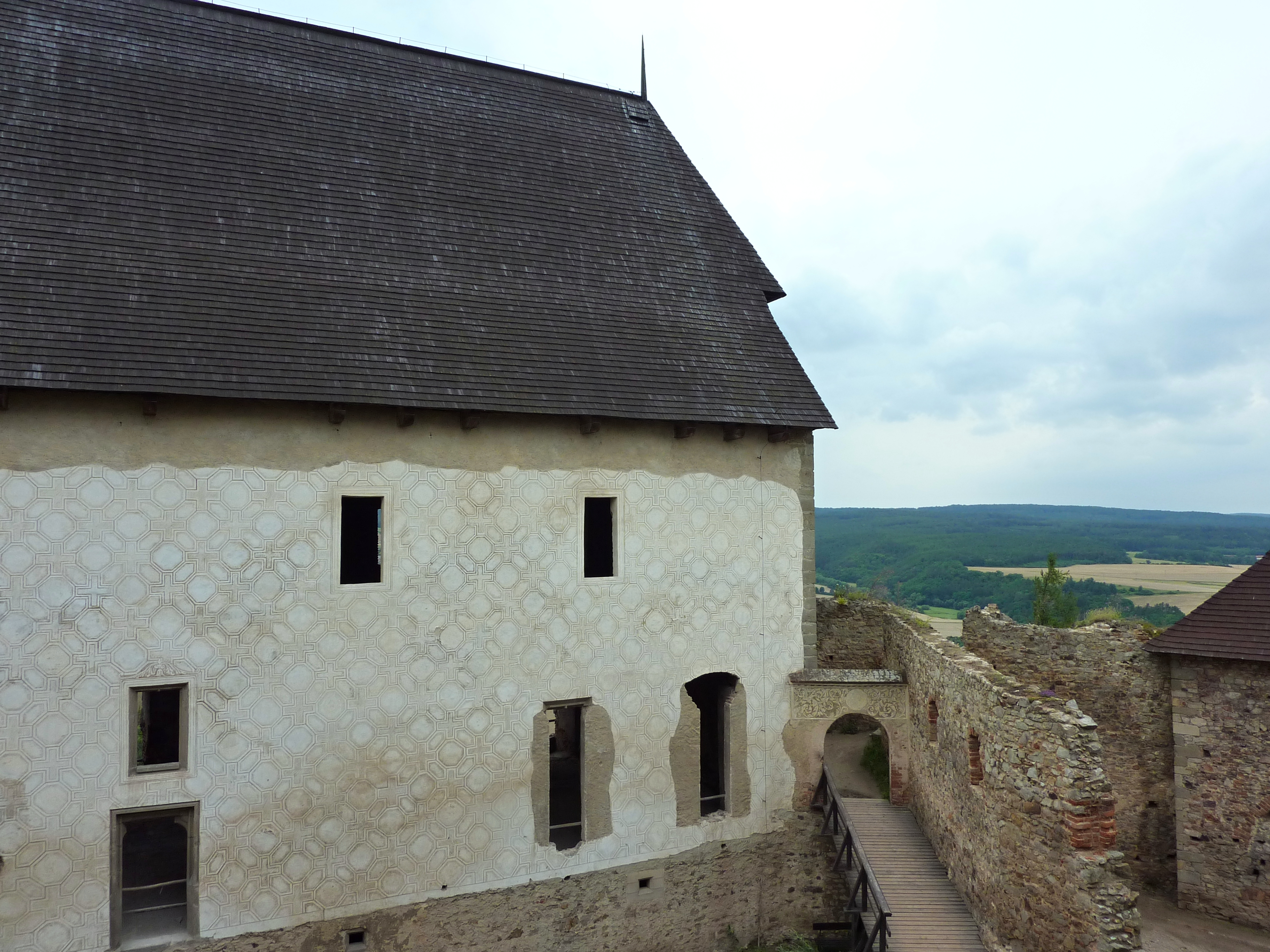
Severní část Purkrabského paláce

Od roku 1413 začal Václav IV. upřednostňovat Nový hrad u Kunratic a o Točník ztratil zájem. Když zemřel, v červnu 1420 hrady Točník a Žebrák krátce navštívil Zikmund Lucemburský. Následujícího roku oba hrady zastavil Erkingerovi ze Seinsheimu, předkovi rodu Schwarzenbergů, jako odměnu za vyzbrojení a udržování vojska. Erkinger plánoval provdat svou dceru Elišku za Bedřicha z Kolovrat a 14. května 1421 uzavřel předsvatební smlouvu, jejíž součástí bylo převedení zástavy obou hradů na Bedřicha. Už 7. července 1421 vykonávali bratři Bedřich a Hanuš z Kolovrat patronátní právo ke kostelu v Cerhovicích.
Během husitských válek Žebrák i Točník roku 1425 oblehlo husitské vojsko čítající 900 jízdních a 7 000 pěších bojovníků. Obležení trvalo tři dny. Oba hrady se ubránily, ale husité vypálili města Žebrák a Hořovice. V roce 1427 se vojenským velitelem hradu stal Habart z Adlaru.
Roku 1433 se Erkinger ze Seinsheimu se svým synem Heřmanem definitivně rozhodli přenechat Točník a Žebrák Kolovratům. Ačkoliv formálně se tak stalo v roce 1437, skutečné předání proběhlo už 8. června 1430. Při té příležitosti byl sepsán stav hradních zásob potravin a zbraní. Na hradě tehdy byly čtyři děla (pušky), tři tarasnice, pět pušek „trojanic“, jedenáct ručnic a dvě ručnice zlomené. Střelivo tvořilo několik soudků střelného prachu, tři centy olověných kulí a množství šípů. Z potravin se na hradě mimo jiné nacházelo pět půlfudrových sudů starého piva, půlfudrový a půlvěrdunkový sud a jeden strych hrachu, dva vepři, půl kopy suchých ryb, máslo za dvanáct grošů a libra pepře. Ve sklepě bylo uloženo jedenáct vepřových kýt, čtyři kameny soli a tři rožně sušeného masa.
V blíže neznámé době Kolovratům potvrdil zástavní držení hradu císař Zikmund s podmínkou, že v případě panovníkova zájmu o vyplacení musí hrady bezodkladně vydat. Po otcově smrti se pánem hradu stal Hanuš II. z Kolovrat, od kterého jej chtěl vykoupit král Jiří z Poděbrad. Pravděpodobně si nepřál, aby významné hrady (tedy i Žebrák) zůstaly v majetku katolického pána. Hanuš s vydáním hradu otálel, a proto jeho závazek převzali královi synové Boček, Viktorín, Jindřich a Hynek, na které panovník 7. července 1461 zástavu převedl. Od nich panství převzal Bedřich ze Šumburka, pán na Perštejně, který přes své katolictví zůstal králi věrný.

### Gutštejnové
Bedřich žebrácké panství spravoval ještě v roce 1475, ale roku 1484 byl točnickým pánem Burian II. z Gutštejna. Po Burianově smrti Žebrák s Točníkem zdědil syn Kryštof z Gutštejna. Ten byl roku 1509 zemským soudem v nepřítomnosti odsouzen za četné násilné skutky. Rozhodnutí soudu se podrobil a o milost požádal, až když proti němu byla svolána zemská hotovost. Teprve poté hrady Žebrák, Točník, Příbram, Rabštejn a Sychrov vydal králi Vladislavovi. Panovník za ně zaplatil přibližně polovinu jejich ceny a prostředky k jejímu uhrazení získal vypsáním zvláštní daně. V srpnu roku 1509 potom král Žebrák s Točníkem navštívil. Funkci hejtmana v roce 1515 vykonával Jan Kozelka ze Hřivic.

### Šestnácté století

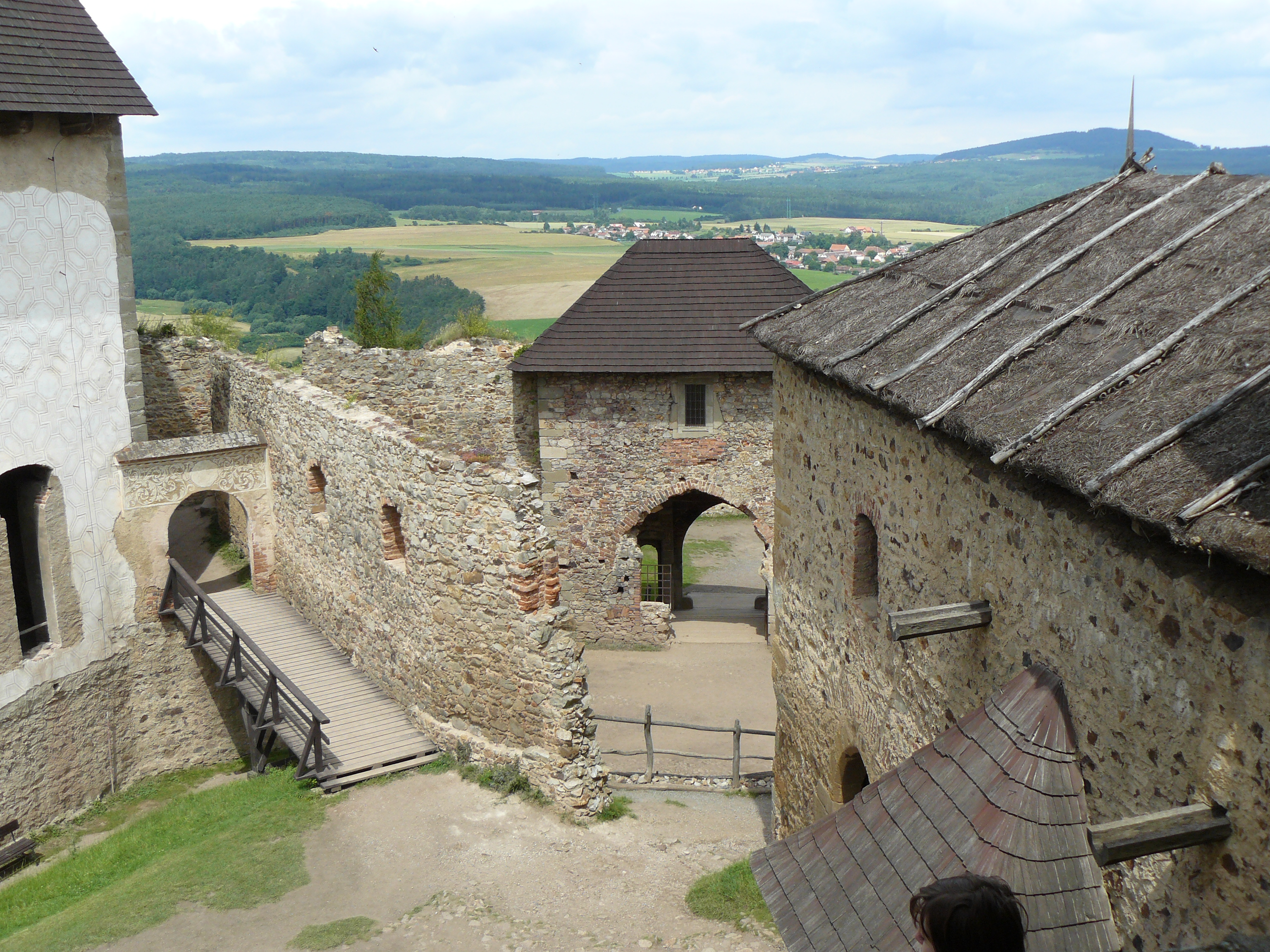
Druhé nádvoří s dělicí zdí a bránou v pozadí

Po smrti krále Vladislava si točnické panství nárokoval Zdeněk Lev z Rožmitálu, který předtím králi půjčil 7 789 kop grošů. Nejspíš roku 1517 proto panství dostal do zástavy a vlastnil je až do roku 1522, kdy je od něj vykoupil Jan z Vartenberka za 850 kop grošů. Zástavní držitelé do té doby využívali především výnosy z bohatého panství, ale samotný hrad Točník zanedbávali. Jan z Vartenberka proto dostal svolení utratit za opravy až 750 kop českých grošů a dalších pět set kop na vyhloubení studny. Při úpravách byla zřízena nová cesta a západní brána, pro jejíž výzdobu byly použity architektonické prvky ze staré východní brány, která tím byla zrušena. Na nádvoří u studny byly podél východní zdi postaveny stáje.
V roce 1534 Jan z Vartenberka přenechal zástavní právo Volfovi staršímu Krajířovi z Krajku, který je vzápětí předal svému příbuznému Volfovi mladšímu Krajířovi z Krajku. Také on si roku 1538 vyžádal povolení provést opravy ve výši pěti set kop grošů. Volf Krajíř točnické panství 31. října 1544 postoupil Janovi mladšímu z Valdštejna. Nový majitel roku 1549 opět úspěšně požádal o možnost opravy hradu za pět set kop grošů. O rok později navíc vyplatil část panství, kterou dříve Kryštof z Gutštejna zastavil Pešíkům z Komárova.
Král Ferdinand I. točnické panství ze zástavy roku 1552 vykoupil, ale už 19. září téhož roku je znovu zastavil Janovi staršímu z Lobkovic a na Zbirohu za 12 375 kop grošů s povolením provést opravy Točníka za 250 kop grošů. Jan později krále požádal, aby mohl Točník odkoupit do dědičného vlastnictví ke svému zbirožskému panství, čemuž král 23. dubna 1557 vyhověl. K panství tehdy patřilo město Žebrák, městečko Cerhovice, vsi Zdice, Chlustina, Hředle, Vranovice, Trubín, Černín, Chodouň, Záluží, Bavoryně, Sedlec, Zahořany, Rajov, Trubská, Bublov, Drozdov, Třenice, Nesvačily, Bzová, Březová, Tlustice, Olešná a dále řada dvorů, pustých vesnic a dvorů, platů a menších majetků. Součástí smlouvy bylo právo k lovu a omezené těžbě dřeva v křivoklátských lesů.
Jan z Lobkovic nechal upravit samotný hrad. Největších změn doznalo velké nádvoří s palácem, které rozdělila příčná zeď. Příčná zeď také rozdělila velký sál a velká gotická okna byla snížena. Z obytných prostor v první patře bylo odstraněno roubené obložení. Vnější omítky ozdobila renesanční sgrafita. Přestavba byla dokončena roku 1567.
Po otcově smrti v roce 1569 točnické panství převzal syn Jan V. Popel z Lobkovic. Dne 20. července 1578 se na Točníku konala svatba jeho dcery Evy, která se provdala za Adama ze Šternberka. Jan V. z Lobkovic zemřel roku 1590, a Točník s dalšími statky zdědili jeho bratři Bohuslav Havel, Jiří a Ladislav. Točnické panství však měla až do své smrti užívat vdova Markéta, které bratři jako náhradu vyplatili čtyřicet tisíc kop míšeňských grošů a točnický majetek si rozdělili. Hrad Točník připadl Bohuslavu Havlovi.

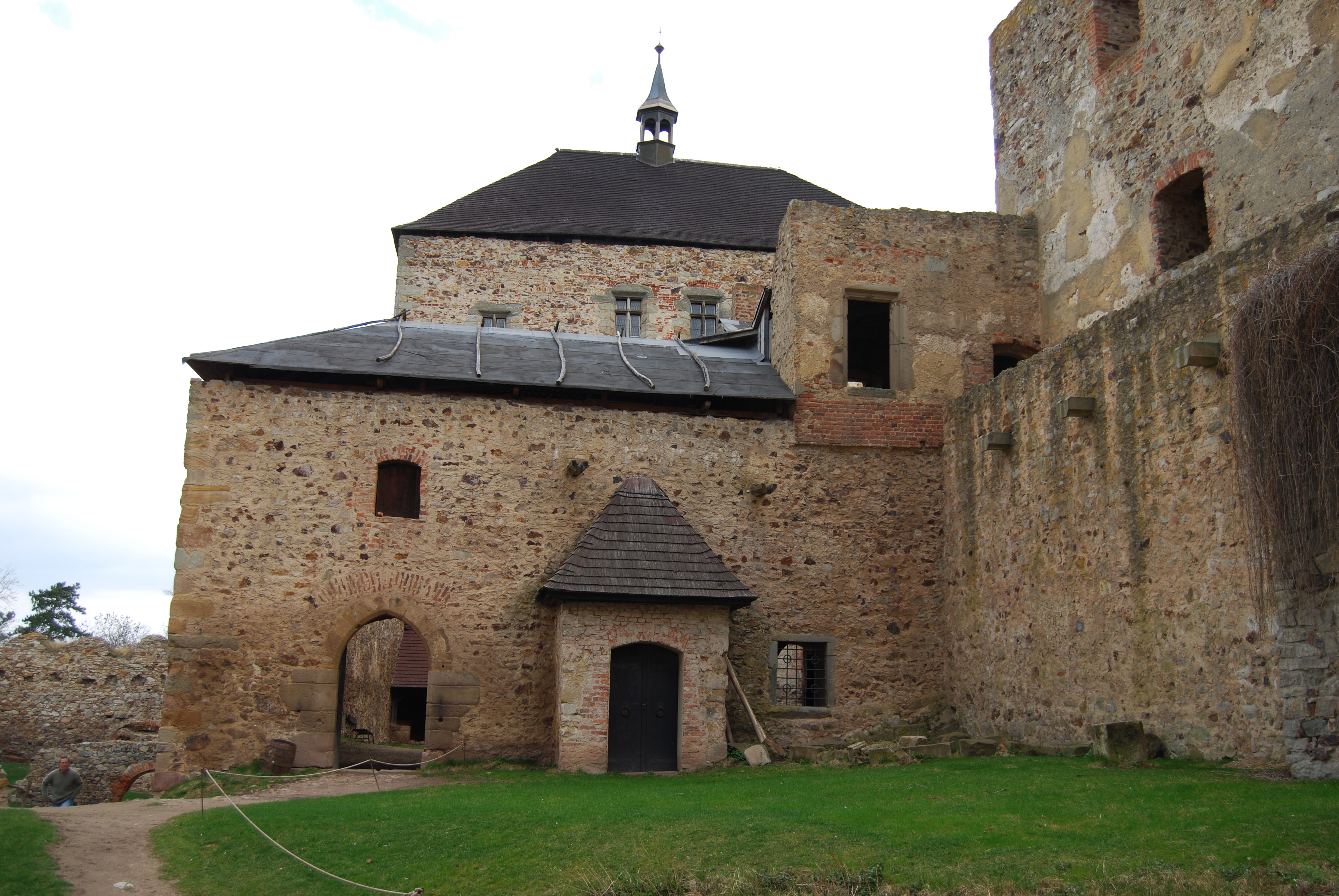
Vstupní křídlo hradního jádra

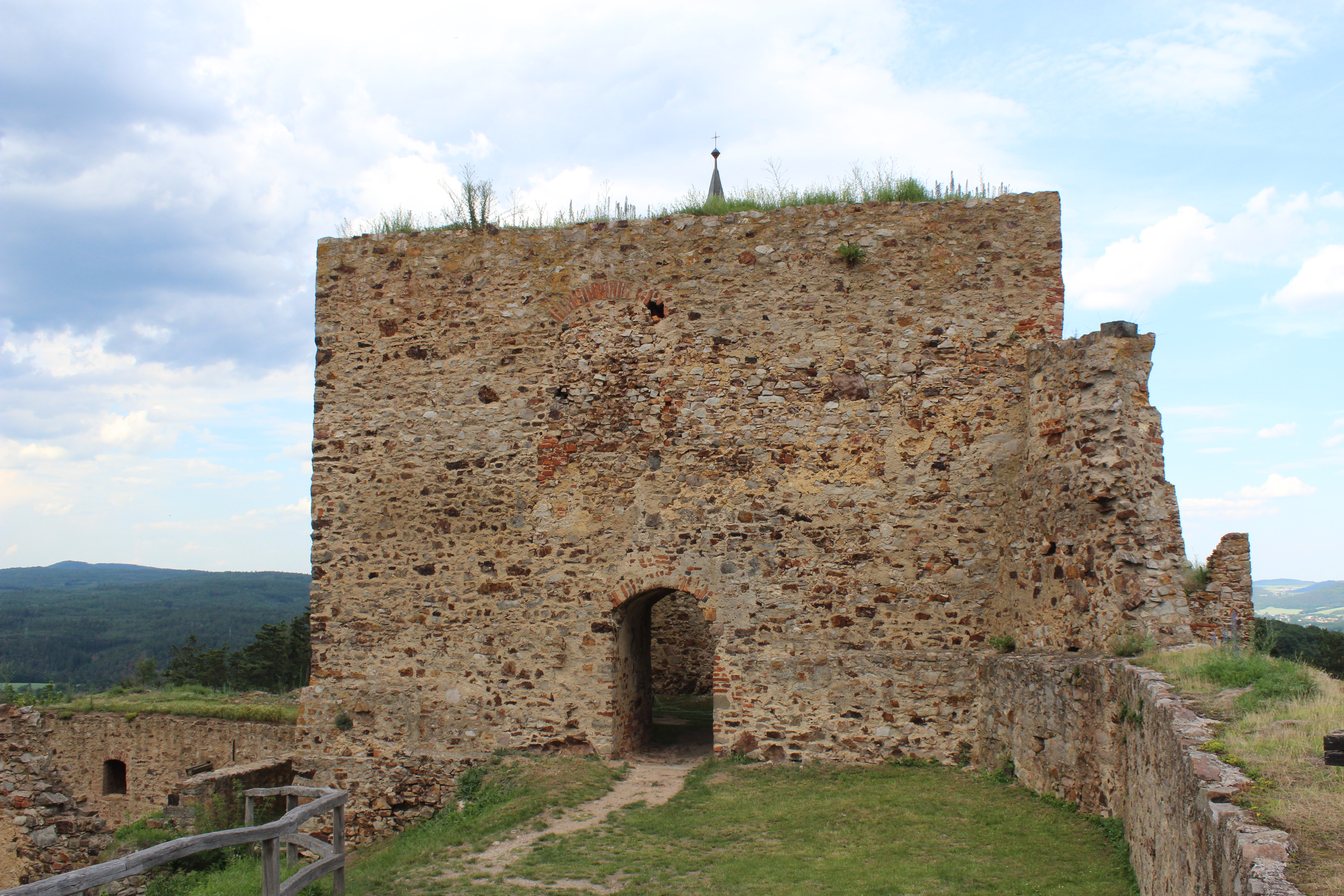
Obytná věž v hradním jádře

Bohuslav Havel chtěl Točník vyměnit s císařem Rudolfem II. za jiný majetek, ale k výměně nakonec nedošlo. Bezdětný Bohuslav totiž Točník přenechal Ladislavovi, který 12. února 1593 převzal část bratrových dluhů. Ladislav Točník s dalším majetkem (Felixburg, ředhošťské panství, Drahoňův Újezd, Biskoupky, Popovice a Klášter Zaječov) 9. září 1593 věnoval své manželce Magdaléně ze Salmu. Sám se ale zapletl do aféry bratra Jiřího, v důsledku čeho přišel o veškerý majetek a musel se zachránit útěkem ze země. Císař vzápětí převzal zbirožské panství, ale Točník mu připadl až po smrti Bohuslava Havla v roce 1597. Magdaléna místo Točníka dostala statky Felixburg, Poláky, Martiněves, Ředhošť, dům na Malé Straně a přibližně 8 500 kop míšeňských grošů. V roce 1600 potom cestou do Plzně císař na Točníku přenocoval. Hrad tehdy nebyl dostatečně vybaven na císařskou návštěvu, a proto bylo nutno zařízení dopravit z různých míst v okolí. Žádost hejtmana Pavla Siglerovského z roku 1607, kterou žádal o vybavení hradu, byla zamítnuta.

### Sedmnácté století
Na začátku třicetileté války byly na Točníku pouze tři děla. V roce 1620 přikázala královská komora hejtmanovi Siglerovskému, aby opatřil munici a hrad osadil posádkou. Ještě téhož roku však na hrad vtrhlo císařské vojsko a vojáci rozbili okna, dveře a další vnitřní vybavení. Inventář z roku 1628 zaznamenal tři děla švihovky, devadesát železných kulí k nim a čtrnáct hákovnic. V roce 1639 okolní kraj plenilo švédské vojsko. Jiří Malovec z Chýnova a na Jincích proto žádal, aby směl na hradě ukrýt obilí, a je pravděpodobné, že hrad sloužil jako útočiště i jiným obyvatelům. Na začátku roku 1641 byla na hrad umístěna čtyři děla a převelena posádka asi třiceti střelců. V souvislosti s očekávaným bojem byla obnovena hradní studna. O možnost využívat hrad jako útočiště oficiálně požádalo město Žebrák 28. července 1642 a královská komora mu vyhověla.
Špatný stav hradu popsal zbirožský hejtman Jan Kolenec z Kolna, podle něhož v roce 1637 špatné střechy způsobovaly řícení zdiva v některých pokojích. Následujícího roku střechy poškodila vichřice a cenu nezbytných oprav hejtman vyčíslil na dvě stě kop míšeňských grošů. Opravy byly provedeny až v roce 1641, kdy Točník sloužil jako vězení pro nebezpečné zločince. Využívání hradu žebráckými měšťany se negativně projevilo na jeho stavu. Hejtman Kolenec si v září roku 1642 stěžoval, že na hradě leží dva tisíce vozů hnoje, který měšťané odmítají odvézt. Nakonec byl hrad měšťanům uzavřen.
Poslední vojenská posádka byla na Točník umístěna plzeňským hejtmanem po dobytí Prahy v roce 1648. Tvořil ji svobodník s několika mušketýry, ale po několika týdnech byli odveleni, přičemž z hradu odvezli dvě děla. Roku 1674 na hradě bydlel jen vrátný a ještě v roce 1681 byl Točník při návštěvě Bohuslava Balbína obyvatelný. Poslední drobné opravy nechal provést zbirožský hejtman Nikodým Presl v letech 1686–1689, ale střechy už byly natolik sešlé, že do zdí zatékalo. Obnovit tisíce špatných šindelů však vrchnost nepovolila.

### Novodobé dějiny
V osmnáctém století byl Točník dvakrát zastaven: od roku 1705 Karlu Přehořovskému z Kvasejovic a na Konopišti a v letech 1710–1723 knížeti Adamovi z Lichtenštejna. V letech 1864–1865 zbirožské panství s Točníkem získal Bethel Henry Strousberg, ale v roce 1875 jej za 3 500 000 zlatých prodal rodu Colloredo-Mansfeldů. Roku 1923 od Josefa Colloredo-Mansfelda Točník za dva tisíce korun koupil Klub československých turistů, který provedl zabezpečovací práce a nešetrné zásahy v interiérech (např. betonové podlahy v palácích). V roce 1945 se majitelem hradu stala Československá obec Sokolská a roku 1953 československý stát. Od roku 1994 hrad spravovala příspěvková organizace Státní hrady Křivoklátska, od 1. ledna 2001 Státní památkový ústav středních Čech se sídlem v Praze a od ledna 2003 Národní památkový ústav.
V hradním příkopu se chovají medvědi brtníci Martin a Agáta, kteří se narodili 13. ledna 2013 v Žatci.

### Rekonstrukce Královského paláce
V roce 2007 začala rekonstrukce krovu Královského paláce za pomoci speciálního dřevěného jeřábu středověké konstrukce. Ten byl pod dohledem tesaře Petra Růžičky a projektanta Víta Mlázovského sestrojen na základě ilustrace z bible Václava IV. Jeřáb o schopnosti zvedat až jednotunová břemena byl vyzdvižen do výšky 20 metrů a osazen na korunu zdiva za pomoci dvou poběžných kol, poháněných lidskou silou. Kromě experimentální stránky mělo toto řešení i svůj praktický důvod, jelikož hrad Točník by byl jen velmi obtížně přístupný pro současnou těžkou stavební techniku.

## Stavební podoba

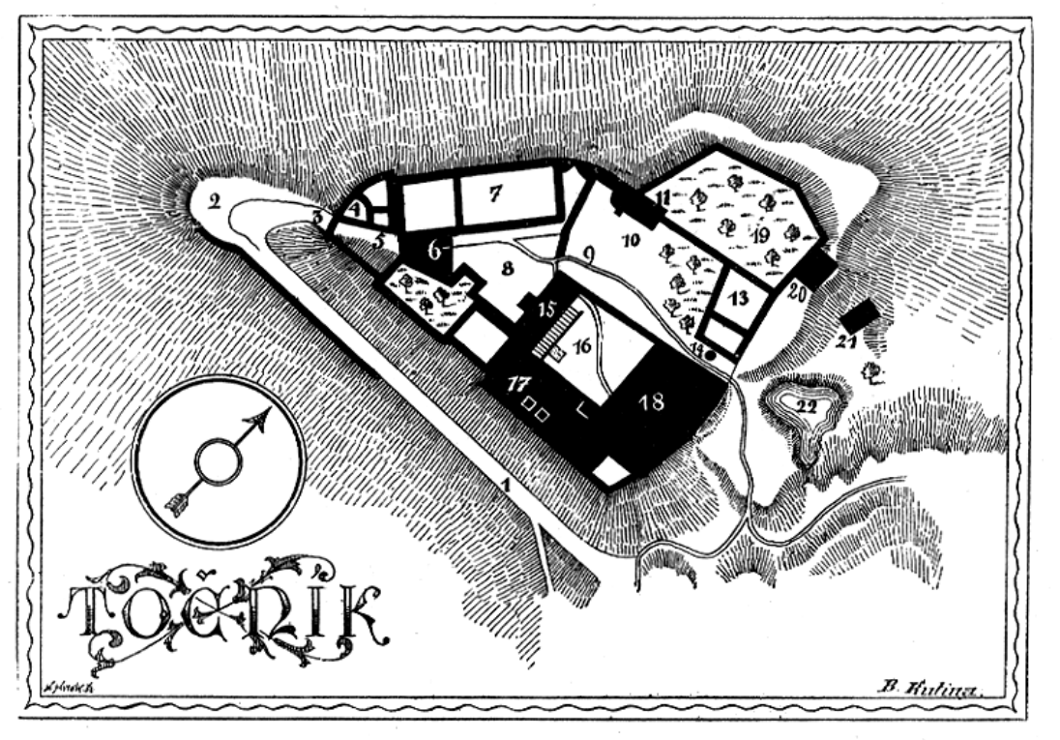
Půdorys hradu od Baltazara Kutiny publikovaný roku 1889

Točník byl postaven na jihozápadním konci Zámeckého vrchu. Původní přístupová cesta k němu vedla od Hředlí. V předpolí hradu se nachází valové opevnění, jehož původ je nejasný, ale částečně může souviset s pravěkým osídlením. Hlavní val byl navršen nejspíše během patnáctého století, ale čelní polookrouhlá sypaná bašta je nejspíše až z přelomu patnáctého a šestnáctého století. Celý systém byl upravován, nebo dokonce vybudován, v průběhu století šestnáctého.
Vlastní hrad je od zbytku hřbetu oddělen širokým, ve skále tesaným příkopem. Jeho součástí je umělé jezírko, které zpočátku sloužilo jako jediný zdroj vody závislý na dešťových srážkách. Vstup na most přes příkop umožňovala zaniklá čtverhranná branská věž. Samotný most podpírají dva pilíře a jeho poslední část tvořil padací most spouštěný z brány prvního nádvoří. Také její budova téměř zcela zanikla. Plastická výzdoba tvořená erby zemí, jimž vládl Václav IV., byla použita při výzdobě západní brány zřízené Janem z Vartenberka.

### Purkrabský palác

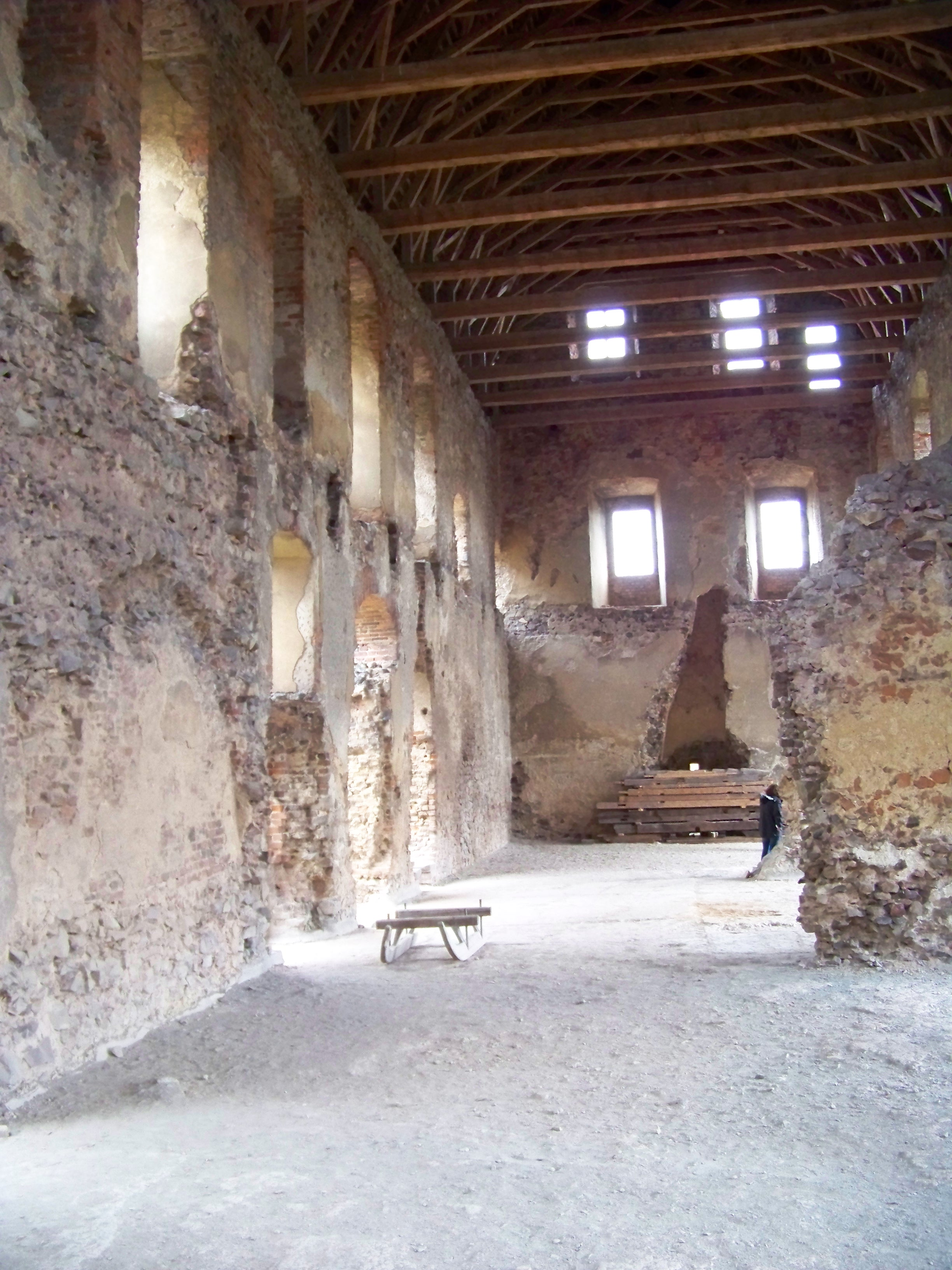
Interiér purkrabského paláce

Cesta se na prvním nádvoří pravoúhle stočila, překonala vyzděný příkop a vstoupila do třetí věžové brány, za kterou se nachází druhé nádvoří nepravidelného tvaru. Západní dělicí zeď pochází až z doby renesančních úprav.
Dominantou nádvoří je tzv. Purkrabský palác se třemi sály. V jeho přízemí býval sál s krbem a roubená místnost s kachlovými kamny. Druhý a větší sál (21 × 9 metrů) se nacházel v prvním patře, kde s ním sousedila roubená komnata, která je s rozměry 13 × 9 metrů největší místností svého druhu v Česku. Největší sál s rozměry 34 × 10 metrů býval ve druhém patře a po Vladislavském sále byl druhým největším v Čechách. Dochovaly se z něj obvodové zdi se symetricky rozmístěnými okny s vnitřním křížem. Uprostřed severozápadní stěny býval velký krb a ze severního kouta se vcházelo na prevét. Nejistá je otázka vstupu. Do sálu mohlo vést točité schodiště přiložené k vnější fasádě jihozápadní části paláce, kde bylo později postaveno pozdně gotické křídlo datované letopočtem 1524 na portálu brány, nebo vnitřní dřevěné schodiště.
Na rozdíl od přemyslovských hradů, kde roubené místnosti mohly sloužit jako ložnice, byly tyto prostory na Točníku určeny k pořádání společenských událostí nebo k jednání s poselstvy.

### Hradní jádro
Z obvodu hradního jádra vystupuje čtverhranná obytná věž, u níž není jisté, zda byla součástí nejstarší stavby. Je možné, že je pozdějšího původu a původně na jejím místě stála kaple. Věž byla mnohokrát přestavována a z původní podoby se dochoval jen drobný gotický portál a stopy dřevěného stropu. Pod věží se nachází drobný čelní palác, jehož průjezdem se vstupovalo na třetí nádvoří s trojdílným královským palácem.

### Královský palác

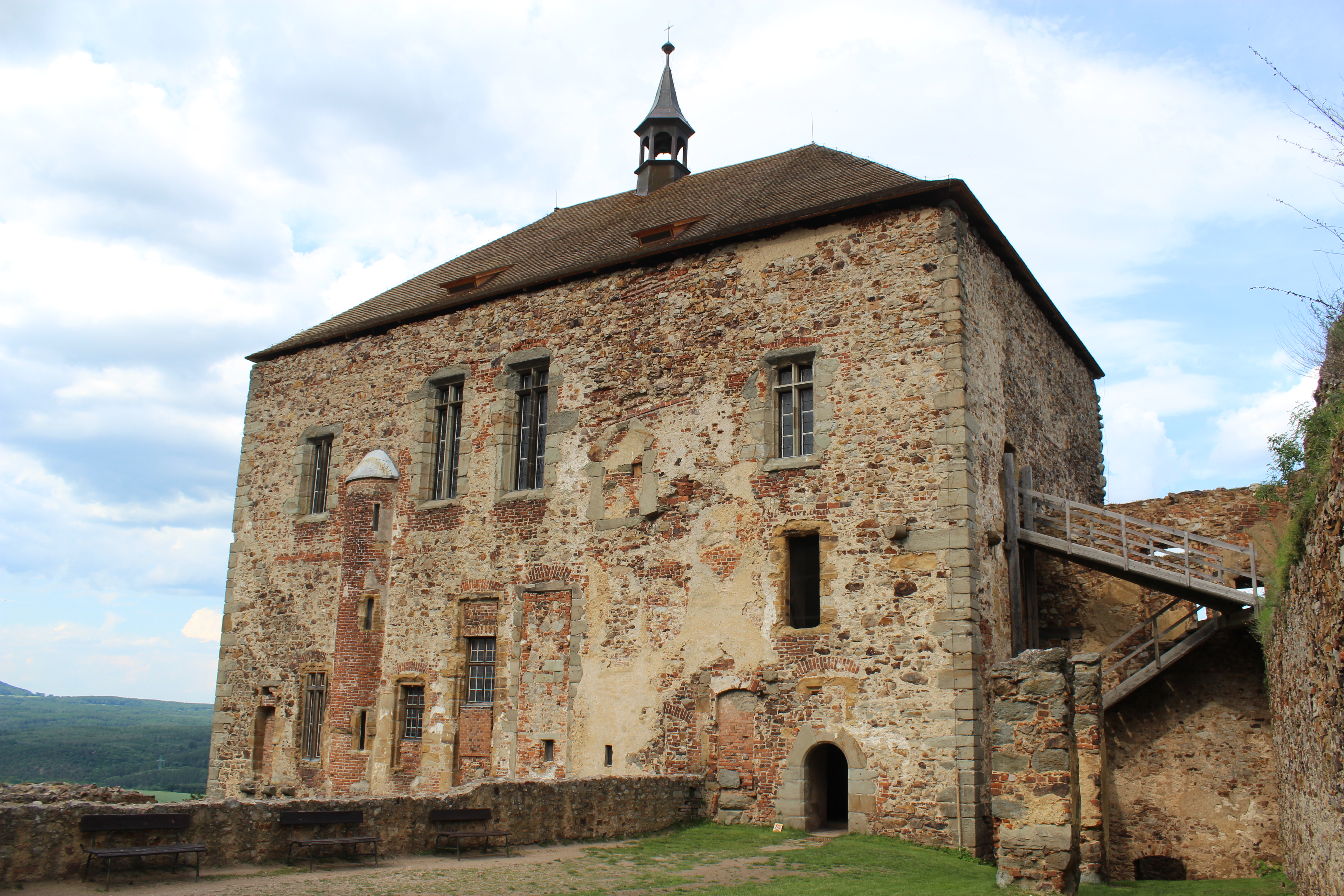
Královský palác

Královský palác na Točníku sloužil soukromým potřebám Václava IV., jeho nejbližším společníkům a nejvýznamnějším návštěvám. Typologicky se nachází na přechodu mezi obytnou věží a palácem a bývá označován jako věžový palác.
Ten má v dochované podobě dvě patra (obranné patro zaniklo) a přibližně obdélný půdorys s východní stranou obloukovitě vypnutou směrem do šíjového příkopu. Pod severní částí budovy se nachází sklep. Tvoří jej dvojice valeně klenutých místností přístupných po schodišti přímo z nádvoří. Přízemí budovy je sklenuté valenými klenbami. Střední síň je přístupná z nádvoří a zároveň je propojená se sklepem, sousedními místnostmi a pokoji v prvním patře. Podle poliček a skříněk ve zdivu se předpokládá, že sloužila jako kuchyně.

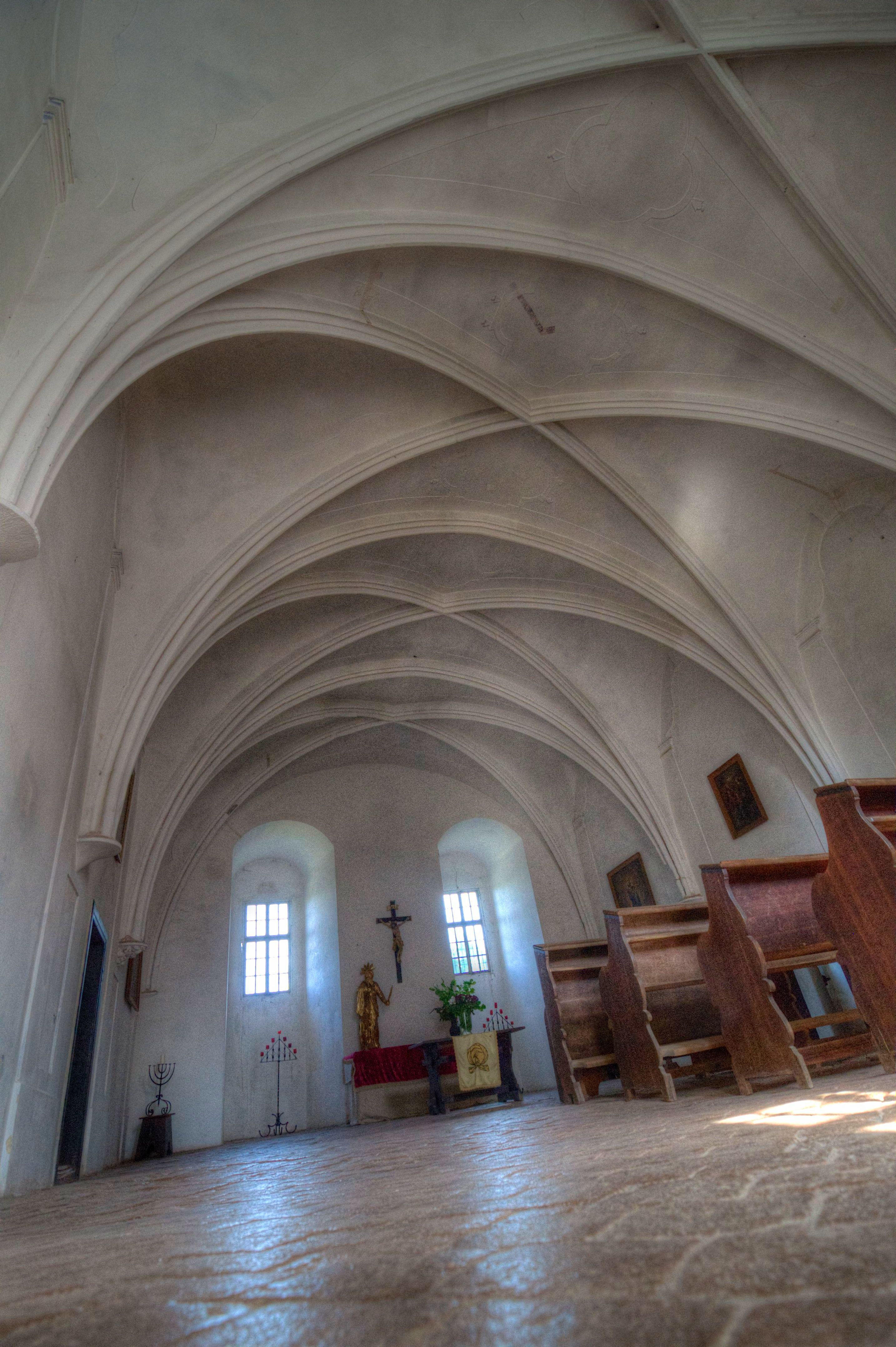
Velký sál v královském paláci

Nad přízemím se nacházely hlavní obytné a reprezentační prostory. Komunikaci mezi jednotlivými patry paláce umožňovala točitá schodiště. Ve středním traktu je velký sál (14 × 8,5 metru) zaklenutý čtveřicí polí křížových kleneb. Osvětluje jej trojice velkých oken orientovaných do nádvoří. Součástí středního okna je portál, kterým se vstupovalo na pavlač a po ní dále přes hradební ochoz do čelního paláce v jádře. Původní vytápění sálu nejspíše zajišťoval krb. Pokud ano, pak beze zbytku zanikl a později jej nahradila kachlová kamna. Velký sál od osmnáctého století sloužil jako kaple zasvěcená svatému Bartoloměji.
Křížovými klenbami byly zaklenuté i dvě menší místnosti po levé straně sálu, které sloužily k ubytování krále. Vytápěly je rohové krby a z obou vedly padací můstky na ochoz hradby. Trakt vpravo od velkého sálu byl rozdělen do dvou pater. Ve spodní místnosti byl prevét, krb a portálek, který s použitím žebříku umožňoval sestoupit do šíjového příkopu. V pozdějším období byla místnost rozdělena příčkou. V horním patře byla jediná místnost spojená padacím můstkem s ochozem protější hradby. Ve druhém patře se z původního rozvržení dochovaly jen dvě místnosti a zbytek tvoří sál osvětlený třemi okny obrácenými k nádvoří a dvěma okny orientovanými do příkopu. Část sálu sloužila během renesance jako kaple.
Dokladem omezení obranných schopností hradu je několik velkých oken v čelní vypouklé zdi, otočených směrem do příkopu. Padací můstky sloužily podle Tomáše Durdíka k rychlému a snadnému opuštění paláce v případě ohrožení, zatímco podle Dobroslavy Menclové usnadňovaly přístup ke zdroji vody v příkopu. V šestnáctém století byly jejich portálky zazděny.

## Hrad ve filmu
- Kytice (anglicky Wild Flowers, 2000, režie: F. A. Brabec)
- Hříšnice (německy Die Wanderhure, 2010, režie: Hansjörg Thurn)
- Odkaz hříšnice (německy Das Vermächtnis der Wanderhure, 2012, režie: Thomas Nennstiel)
- Soumrak templářů (anglicky Knightfall, 2. díl první série (Najdi nám Grál), 2017, režie: Douglas Mackinnon; 2. díl druhé série (The Devil Inside), 2019, režie: Samira Radsi; 5. díl druhé série (Road to Chartres), 2019, režie: David Wellington)
- Princezna zakletá v čase (2020, režie: Petr Kubík)
- Jan Žižka (2022, režie: Petr Jákl)
- Kolo času (anglicky Wheel of Time, 2023, 3. série)[39]